# Mindre björkbärfis
Mindre björkbärfis (Elasmucha grisea) är en insektsart som först beskrevs av Carl von Linné 1758.  Mindre björkbärfis ingår i släktet Elasmucha, och familjen taggbärfisar. Arten är reproducerande i Sverige.

## Bildgalleri

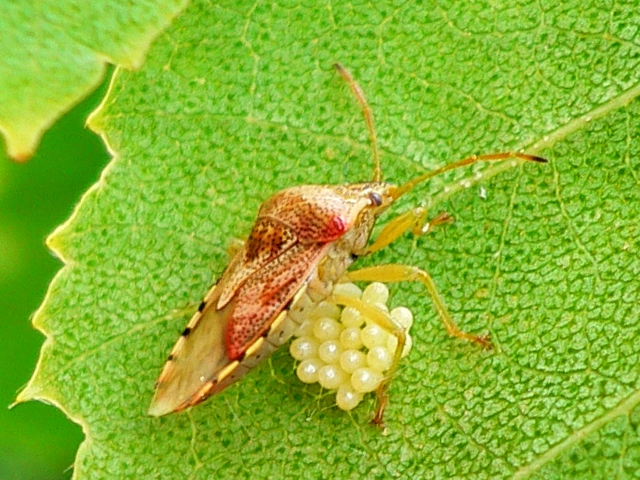
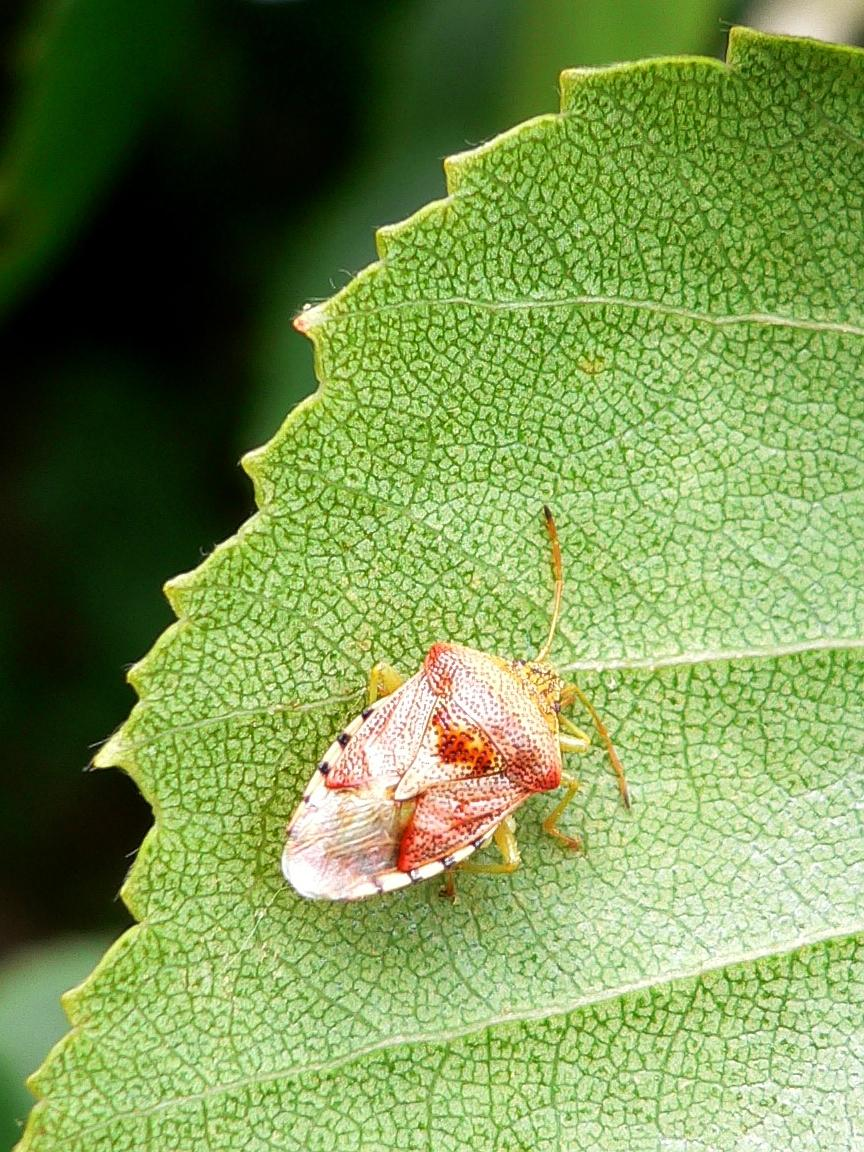
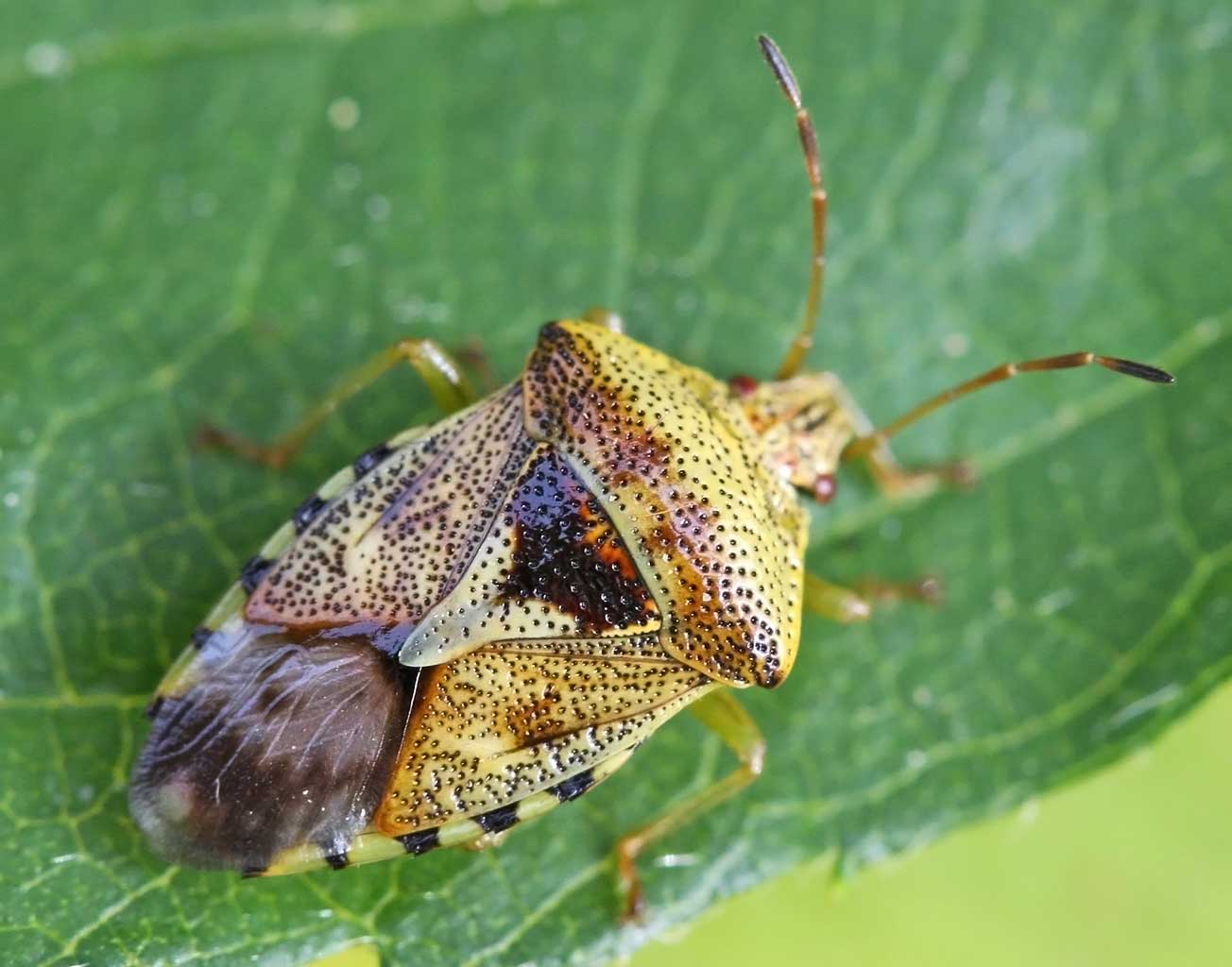
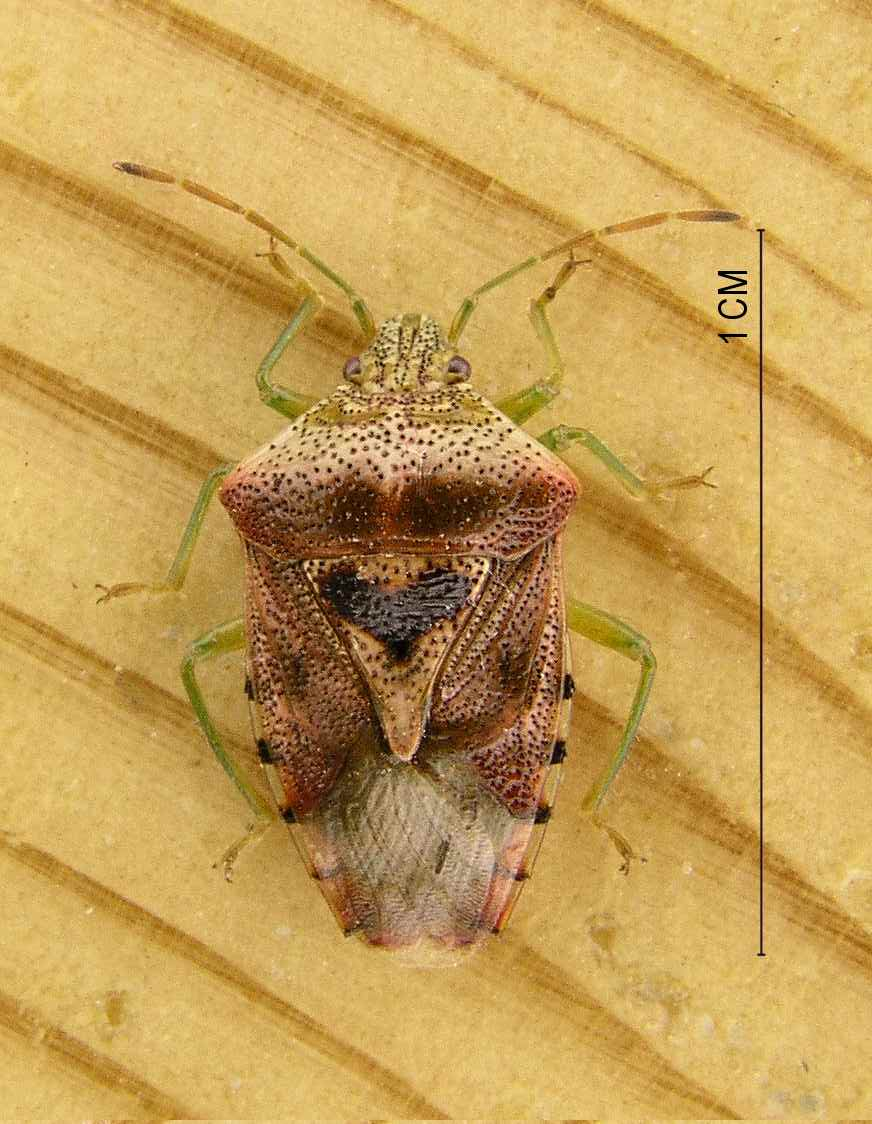
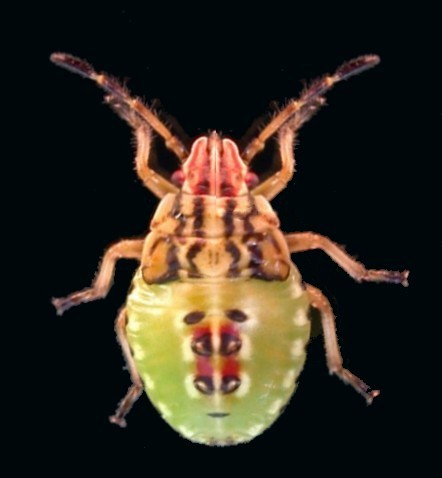
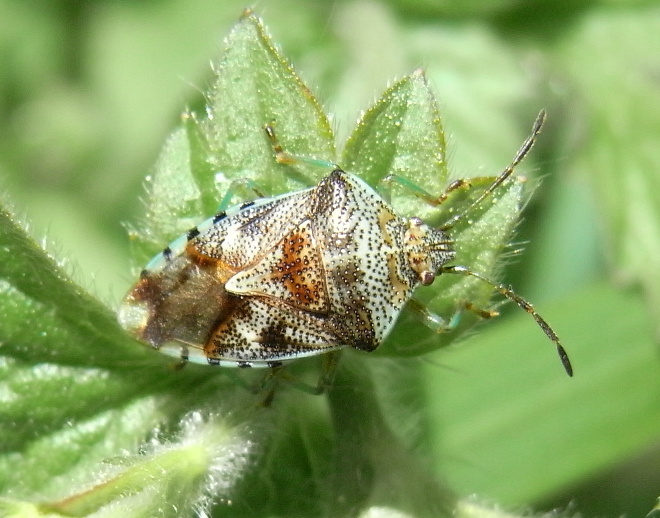